# Classe Grom
La classe Grom était une classe de deux destroyers, construits pour la marine polonaise par la compagnie britannique J. Samuel White à Cowes. Leur quille a été posée en 1935 et ils ont mis en service en 1937. Les deux destroyers de classe Grom étaient parmi les destroyers les plus rapides et les plus lourdement armés de la Seconde Guerre mondiale.

## Conception
La Pologne avait commandé sa précédente paire de destroyers (les ORP Burza et ORP Wicher) à la France, un pays avec lequel elle avait des liens étroits. Elle a décidé d’acquérir sa deuxième paire de destroyers au Royaume-Uni, peut-être en reconnaissance de l’excellence de la conception des destroyers britanniques à l’époque. La conception choisie a abouti à de grands et puissants navires, supérieurs aux destroyers allemands et soviétiques de l’époque, et comparables à la célèbre classe Tribal britannique de 1936.
L’armement principal a été changé par rapport au 130 mm utilisé sur les destroyers de classe Wicher, passant au calibre standard des destroyers britanniques de 4,7 pouces (120 mm). Cependant, les canons n’étaient pas britanniques, mais suédois : des Bofors 50cal QF M34/36,, les mêmes que ceux utilisés précédemment sur le mouilleur de mines ORP Gryf.

## Classe Grom d’origine
Deux navires ont été construits :
- ORP Grom : coulé le 4 mai 1940 dans l’Ofotfjord près de Narvik ;
- ORP Błyskawica : actuellement conservé comme navire musée à Gdynia.

## Classe Grom améliorée
Deux autres navires de cette classe (les ORP Huragan et ORP Orkan) ont été commandés en 1939 à Gdynia, mais la guerre a éclaté peu de temps après la pose de la quille du premier. Ils auraient été les premiers grands navires de guerre modernes à être construits en Pologne.

## Service opérationnel
Juste avant que la guerre n’éclate, les deux destroyers ont été évacués vers la Grande-Bretagne pour combattre aux côtés de la Royal Navy. Comme ils avaient été conçus pour les opérations en mer Baltique, ils ont dû être modifiés peu après leur arrivée pour améliorer la stabilité, afin de leur permettre d’opérer avec succès dans les eaux agitées de la mer du Nord et de l’océan Atlantique. Le Grom a été perdu en 1940. En décembre 1941, le navire restant, le Błyskawica, a vu ses canons d’origine de 4,7 pouces remplacés par huit canons de 4 pouces (102 mm) jumelés dans des tourelles. Diverses autres modifications des armements et des capteurs ont été apportées au fur et à mesure que la guerre progressait.